# Römische Prosaiker in neuen Uebersetzungen
Römische Prosaiker in neuen Uebersetzungen ist der Titel einer Übersetzungsreihe, die unter der Redaktion von Gottlieb Lukas Friedrich Tafel (1787–1860), Christian Nathanael von Osiander (1781–1855) und Gustav Schwab (1792–1850) von 1826 bis 1877 im Metzler-Verlag in Stuttgart erschien. Die Reihe mit deutschen Übersetzungen von Klassikern der lateinischen Literatur umfasst insgesamt 242 Bände.
Von Tafel, Osiander und Schwab wurden ebenfalls herausgegeben: Griechische Prosaiker in neuen Uebersetzungen (1–355), Griechische Dichter in neuen metrischen Uebersetzungen (1–75) und Römische Dichter in neuen metrischen Uebersetzungen (1–77).

## Übersicht
In der folgenden Liste sind überwiegend die Erstausgaben verzeichnet. Viele Bände der Reihe liegen in Digitalisaten vor.
| Nr. | Autor, Text                                                                                | Übersetzer         | Erscheinungsjahr                           |
| --- | ------------------------------------------------------------------------------------------ | ------------------ | ------------------------------------------ |
| 1 |                                                                                            |                    |                                            |
| 30, 31, 35, 39, 40                                                                                                   | Valerius Maximus, Sammlung merkwürdiger Reden und Thaten (Facta et dicta memorabilia; dt.) | Friedrich Hoffmann | 1828–1829 (Band 1–5 komplett; Digitalisat) |
| 155–159, 167, 172, 174, 177–180, 183, 185, 187–188, 190, 192–194, 196, 198–202, 204, 207, 209–211, 213, 215, 239–242 | Cajus Plinius Secundus, Naturgeschichte                                                    | Philipp H. Külb    | 1840–1877 (Digitalisat)                    |